# Stéphane Kerecki
Stéphane Kerecki (Parijs, 1970) is een Franse jazzcontrabassist.

## Biografie
Kerecki begon eerst economie en daarna muziek te studeren aan het Conservatoire national supérieur de musique et de danse de Paris, waar hij les kreeg bij Jean-François Jenny-Clark, Riccardo Del Fra en Jean-Paul Céléa. Zijn belangrijkste invloeden zijn Dave Holland, Charlie Haden en vooral Scott LaFaro. Kerecki begon zijn carrière bij Steve Potts, sindsdien werkte hij o.a. met muzikanten als Daniel Humair, Denis Colin, Guillaume de Chassy, Yaron Herman, François Jeanneau, Sheila Jordan, Steve Lehman, Ronnie Lynn Patterson, Michel Portal, Thomas Savy. Hij is ook bassist in de Paris Jazz Big Band. Sinds 2003 leidt hij zijn eigen trio met Matthieu Donarian (saxofoon) en Thomas Grimmonprez (drums). Sinds 2011 werkt hij samen met zijn kwartet, bestaande uit Émile Parisien, Yaron Herman en Ziv Ravitz (drums).

## Onderscheidingen
In 2001 behaalde Kerecki de tweede prijs van de solisten bij het Concours national de jazz de la Défense. Het tweede album Focus Dance van zijn trio ontving de Académie Charles-Cros-prijs. Het derde album Houria werd in 2009 genomineerd voor de Victoires du Jazz in de categorie «Révélation instrumentale». In 2005 werd hij door het tijdschrift Jazzman uitgeroepen tot een van de 125 aankomende talenten.

## Discografie

### Opnamen onder zijn eigen naam
- 2004: Stéphane Kerecki Trio: Story Tellers (Ella Productions)
- 2007: Stéphane Kerecki Trio; Focus Danse (Zig Zag Territoires)
- 2009: Stéphane Kerecki Trio feat. Tony Malaby: Houria (Zig Zag Territoires)
- 2011: Stéphane Kerecki, John Taylor: Patience (Outhere Music France/Zig Zag Territoires)
- 2017: Airelle Besson, Édouard Ferlet: Aïrés, Alpha 2017

### Opnamen als sideman
- 2000: A suivre, Paris Jazz Big Band (Cristal Records)
- 2001: City Lines, Barend Middelhoff Quintet (Buzz Records)
- 2004: Paris 24h, Paris Jazz Big Band, Pierre Bertrand, Nicolas Folmer (Cristal Records)
- 2006: Archipel, Thomas Savy (Nocturne)
- 2008: Faraway So Close, Guillaume De Chassy (Bee Jazz)
- 2009: Subject to Change, Denis Colin et la Société des Arpenteurs (Le Chant du Monde)
- 2010: Cold Light, Amy Gamlen (There)
- 2011: Subject to Live, Denis Colin & La Société Des Arpenteurs (Le Chant Du Monde)

- Bibliothèque nationale de France: cb14597978j (data)
- Gemeinsame Normdatei: 1030551154
- International Standard Name Identifier: 0000 0000 5521 1228
- Library of Congress Control Number: n2009016223
- MusicBrainz: 1705ac67-a33f-44bc-becb-10dda4510115
- Système universitaire de documentation: 08428966X
- Virtual International Authority File: 44550238
- WorldCat: E39PBJfWXJFbhkqdTpkxBFKjmd